# 고쿠라쿠바시역
고쿠라쿠바시역(일본어: 極楽橋駅)은 일본 와카야마현 이토군 고야정에 위치한 난카이 전기 철도의 철도역이다. 난카이 고야 선과 고사쿠 선의 기.종착역 기능을 수행한다. 역 번호는 NK 86이며, 총 5면 5선 구조의 복합 승강장을 갖춘 지상역이다.

## 타는 곳
| 고야 선 하시모토 · 난바 방면 | 고야 선 하시모토 · 난바 방면                                   |
| ---------------------------- | -------------------------------------------------------------- |
| 1                            | 일반 종별 (각 역 정차 · 급행 · 쾌속 급행)용                    |
| 2                            | 일반 종별 (각 역 정차 · 급행 · 쾌속 급행) · 관광 열차 '덴코'용 |
| 3                            | 특급 고야 용                                                   |
| 4                            | 특급 고야 · 관광 열차 '덴코' 용                                |
| 고사쿠 선 고야산 방면        |                                                                |
| (좌측)                       | 승차 전용                                                      |
| (우측)                       | 하차 전용                                                      |

## 이용 현황
| 연도 | 1일 평균 하차 인원 | 순위 |
| ---- | ------------------ | ---- |
| 1980 | 43                 | -    |
| 1985 | 52                 | -    |
| 1990 | 80                 | -    |
| 1995 | 97                 | -    |
| 2000 | 55                 | -    |
| 2001 | 53                 | -    |
| 2002 | 46                 | -    |
| 2003 | 44                 | -    |
| 2004 | 101                | 96위 |
| 2005 | 53                 | -    |
| 2006 | 49                 | -    |
| 2007 | 49                 | -    |
| 2008 | 41                 | -    |
| 2009 | 43                 | -    |
| 2010 | 42                 | -    |
| 2011 | 34                 | 97위 |
| 2012 | 62                 | 97위 |
| 2013 | 37                 | 98위 |
| 2014 | 37                 | 98위 |
| 2015 | 50                 | 97위 |
| 2016 | 41                 | 97위 |

## 역사
- 1929년 2월 21일 : 고야산 전기 철도가 가미야 역부터 연장했던 때에 종착역으로서 개업.
- 1930년 6월 29일 : 고사쿠 선 당 역 - 고야산 역 간 개업.
- 1947년 3월 15일 : 사명 변경에 의해, 난카이 전기 철도의 역이 됨.
- 2000년 10월 : 역 업무를 자회사인 난카이 빌딩 서비스에 위탁.
- 2009년 2월 6일 : 기이시미즈 역, 가무로 역, 구도야마 역, 고야시타 역, 시모코사와 역, 가미코사와 역, 기이호소카와 역, 기이카미야 역, 고야산 역, 기노카와 교량, 뉴가와 교량, 고사쿠 선 등과 함께 근대화 산업 유산으로 지정됨.

## 인접 역
| 난카이 전기철도 고야 선                 | 난카이 전기철도 고야 선 | 난카이 전기철도 고야 선  |
| --------------------------------------- | ----------------------- | ------------------------ |
| NK 85 기이카미야 난바 · 시오미바시 방면 | 고야 선                 | 시·종착역                |
| 난카이 전기철도 고사쿠 선               |                         |                          |
| 시·종착역                               | 고사쿠 선               | 고야산 NK 87 고야산 방면 |